# Stausee Bin El Ouidane
Der ca. 37 km² große und maximal ca. 1384 Millionen m³ fassende Stausee Bin El Ouidane in der Provinz Béni Mellal in der Region Béni Mellal-Khénifra ist einer der größten Marokkos. Die 133 m hohe Staumauer ist die zweithöchste Marokkos und gleichzeitig eine der höchsten Afrikas.

## Lage
Der Stausee befindet sich auf der Nordseite des Hohen-Atlas-Gebirges ca. 55 km (Fahrtstrecke) südlich von Beni Mellal bzw. ca. 35 km südlich von Afourar in einer Höhe von ca. 780 m.

## Geschichte und Funktion
Erste Erkundungen und Planungen für den Bau eines Stausees wurden bereits in den 1920er und 1930er Jahren durchgeführt. In den Jahren 1949 bis 1953 wurde das Projekt fertiggestellt. Die im Jahr 1954 in Betrieb genommene Talsperre dient der Bewässerung einer Fläche von über 100 km² Ackerland in der Tadla-Ebene, der Wasserversorgung und der Elektrizitätsgewinnung. Mit den drei installierten 45 MW-Turbinen können pro Jahr 287 GWh Strom erzeugt werden.

## Zuflüsse
- Oued El Abid
- Assif Melloul
- Oued Ahansal

## Angelsport
Der Stausee ist bei Anglern beliebt; hier können Hechte, Barsche, Karpfen und andere Fische gefangen werden. Im Ort Bin El Ouidane gibt es mehrere Hotels.